# Tule
Tule fou una illa mítica del nord de l'oceà Atlàntic, descoberta pel navegador grec Píteas, que hi va arribar després d'un viatge de sis dies encetat a les illes Òrcades. El navegant indica que a l'illa era de dia 24 hores durant l'estiu i era de nit 24 hores durant l'hivern; no tenia gaires animals ni fruits, ni produïa cap gra, ni que fos petit. No se sap ben bé a quin lloc correspon; els gots anomenaven Tiel o Tiule les terres llunyanes en general. Ptolemeu pensa que es tracta de les Shetland, particularment de la més gran del grup, avui anomenada Mainland. Autors més moderns consideren que potser fou Islàndia o algun punt de la costa de Noruega (de fet, hi ha un lloc anomenat Thile o Thilemark) o de Dinamarca (a Jutlàndia, hi ha un punt que es diu Thy o Thyland).

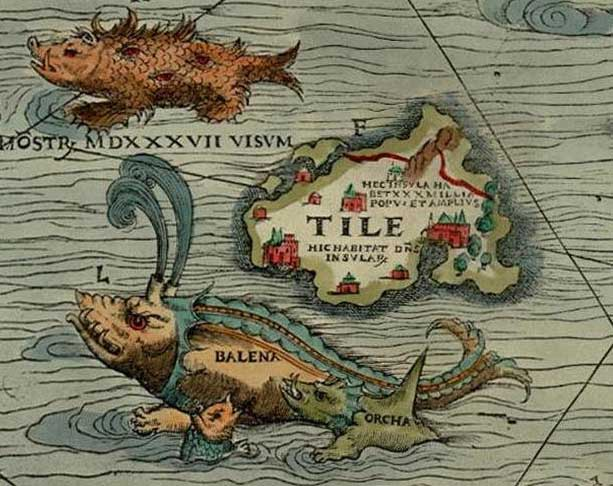
Tule documentada com a Tile a la carta marina d'Olaus Magnus, feta el 1539